# 相内凪
相内 凪（あいうち なぎ）は、日本の女流官能小説家。株式会社フランス書院が2021年に主催した第27回フランス書院文庫官能大賞において新人賞を受賞しデビュー。

## 人物
官能小説家としてのデビューは、2022年2月の『マスクをつけた未亡人【蜜にご用心】』である。同作品は第27回フランス書院文庫官能大賞において新人賞に選定された同名作品が改稿されたものであり、コロナ禍の環境を想像させる作品となっている。

## 著書

### フランス書院文庫
- マスクをつけた未亡人【蜜にご用心】（2022年2月）
- 未亡人食堂【奥まで味わって】（2022年8月）
- ヨガ義母（2023年2月）
- 妻の母はやさしいナース（2023年6月）